# Bohemian Sporting Club
Bohemian Sporting Club neboli Bohemians Manila byl filipínský fotbalový klub z města Manila, který byl založen roku 1910. Byl to jeden z prvních filipínských fotbalových klubů. V letech 1916–1918 za něj hrával slavný filipínsko-španělský fotbalista Paulino Alcántara.

## Úspěchy
10× vítěz 1. filipínské ligy (1912, 1913, 1915, 1916, 1917, 1918, 1920, 1921, 1922, 1927)